# Allwyn D’Silva
Allwyn D’Silva (* 20. April 1948 in Bombay) ist ein indischer römisch-katholischer Geistlicher und emeritierter Weihbischof in Bombay.

## Leben
Allwyn D’Silva studierte Philosophie und Katholische Theologie am St. Pius X. College in Goregaon. Zudem erlangte er an der University of Delhi einen Bachelor in Politikwissenschaft und Wirtschaftswissenschaft sowie an der University of Mumbai einen Master in Politikwissenschaft. Am 19. April 1975 empfing er das Sakrament der Priesterweihe für das Erzbistum Bombay.
Nach der Priesterweihe war D’Silva zuerst als Pfarrvikar der Pfarrei St. Anthony in Vakola (1975–1976) und am nationalen Zentrum für Berufungspastoral in Pune (1976–1977) tätig, bevor er Verantwortlicher für die Berufungspastoral im Erzbistum Bombay und Seelsorger in der Pfarrei St. Anthony in Vakola wurde. In der Folge war er zunächst Pfarrvikar (1986–1988) und später schließlich Pfarrer der Pfarrei St. Jude in Jeri-Meri (1988–1994) sowie Dechant des Dekanats Südost-Salsette (1991–1994). Von 1994 bis 2000 war er Pfarrer der Pfarrei St. Jude in Maladi East, bevor er im Jahr 2000 Pfarrer der Pfarrei St. Anthony in Dharavi und 2002 auch Dechant des Dekanats Nord-Mumbai wurde. Danach wirkte er von 2007 bis 2011 als Pfarrer der Pfarrei Our Lady of Nazareth in Mira-Bhayandar und als Dechant des gleichnamigen Dekanats. Ab 2011 war D’Silva Pfarrer der Pfarrei St. John the Baptist in Thane und ab 2012 zusätzlich Bischofsvikar für die Region Mumbai.
Neben seiner Tätigkeit in der Pfarrseelsorge fungierte D’Silva als Co-Präsident des Centre for Peace Trust, als regionaler Vizepräsident des International Human Rights Education Consortium (IHREC) und als Präsident der Mumbai Initiative on Human Rights Education (MIHRE) sowie als Leiter des erzbischöflichen Umweltbüros und der Abteilung für Gefängnisseelsorge. Außerdem war er Sekretär des Referats für Klimawandel bei der Föderation der Bischofskonferenzen in Asien (FABC) und gehörte dem Vorstand des Asian Centre of People’s Progress (ACPP) und dem Exekutivausschuss des Indian Network for Ethics and Climate Change (INECC) an. Darüber hinaus gehörte er dem Diözesanpastoralrat und dem Priesterrat an sowie der Kommission für Gerechtigkeit und Frieden des Erzbistums Bombay, die er von 1993 bis 2003 leitete. Zudem lehrte er 35 Jahre am St. Pius X. College in Goregaon. Er gründete die Organisation Jagruti Kendra in Jeri-Meri und das Documentation Research & Training Centre in Goregaon, das er in der Folge leitete.
Am 20. Dezember 2016 ernannte ihn Papst Franziskus zum Titularbischof von Dura und zum Weihbischof in Bombay. Am 28. Januar des folgenden Jahres spendete der Erzbischof von Bombay, Oswald Kardinal Gracias, ihm und dem gleichzeitig ernannten Barthol Barretto in Mumbai die Bischofsweihe. Mitkonsekratoren waren der emeritierte Erzbischof von Delhi, Vincent Michael Concessao, und der emeritierte Weihbischof in Bombay, Bosco Penha. D’Silva wählte den Wahlspruch Care for creation („Bewahrung der Schöpfung“). Als Weihbischof war D’Silva für das Sozialapostolat im Erzbistum Bombay zuständig. Außerdem lehrte er weiterhin als Gastprofessor am St. Pius X. College in Goregaon. In der Konferenz katholischer Bischöfe von Indien (CCBI) fungierte er zusätzlich als Vorsitzender der Kommissionen für die Gefängnisseelsorge und für die Ökologie. Überdies gehörte er in der Bischofskonferenz dem Exekutivausschuss der Kommission für Gerechtigkeit und Frieden an.
2005 erhielt D’Silva den Bombay Catholic Sabha Award, am 1. Oktober 2008 den Dignity Foundation Excellence Award und am 15. Mai 2010 den Preis des World Peace Movement Trust sowie 2011 den Examiner Award for Journalism.
Am 13. Mai 2023 nahm Papst Franziskus das altersbedingte Rücktrittsgesuch von Allwyn D’Silva an.